# Conus taitensis
Conus taitensis é uma espécie de gastrópode do gênero Conus, pertencente à família Conidae.